# 平津战役纪念馆
平津战役纪念馆，位于天津市红桥区平津道8号，是中华人民共和国为了纪念平津战役建立的纪念馆，为国家一级博物馆，由纪念广场、展厅、多维演示馆和军威园组成，占地面积4.7万平方米，建成面积12800平方米，馆名由聂荣臻题写。现在已部分时间对游人免费。

## 历史
1969年10月，平津战役纪念馆筹备组成立，拟选址水上公园北部。1970年5月25日，天津市城建规划服务组决定，划拨水上公园北部土地227亩，包括原定平津战役纪念馆，用于修建烈士陵园。1981年9月，根据市人大代表周叔弢、王华棠、赵悦祥、薛广信等代表提案，天津市人民政府召开市长办公会决定，烈士陵园迁移，土地交还水上公园。
1994年8月23日，中共中央政治局常务委员会十四届第67次会议，决定在天津修建平津战役纪念馆。
1995年初，平津战役纪念馆开始筹建。11月29日，平津战役纪念馆奠基典礼在天津市子牙河畔举行。
1997年7月23日，平津战役纪念馆建成开馆，时任中央军委副主席张万年出席并剪彩。
1999年10月10日，时任中共中央总书记、国家主席、中央军委主席江泽民到平津战役纪念馆视察参观。

## 展览内容
平津战役纪念馆由纪念广场、展厅、多维演示馆和军威园组成纪念广场中央是60多米高胜利纪念碑，造型是插向云霄的三棱刺刀。广场上还建有雕塑，陈列着火炮、坦克等兵器。展厅包括序厅、战役决策厅、战役实施厅、人民支前厅、伟大胜利厅、英烈业绩厅等。军威园中陈列着歼-6、62丙型护卫艇、红旗-61导弹等人民解放军退役兵器。

## 图片

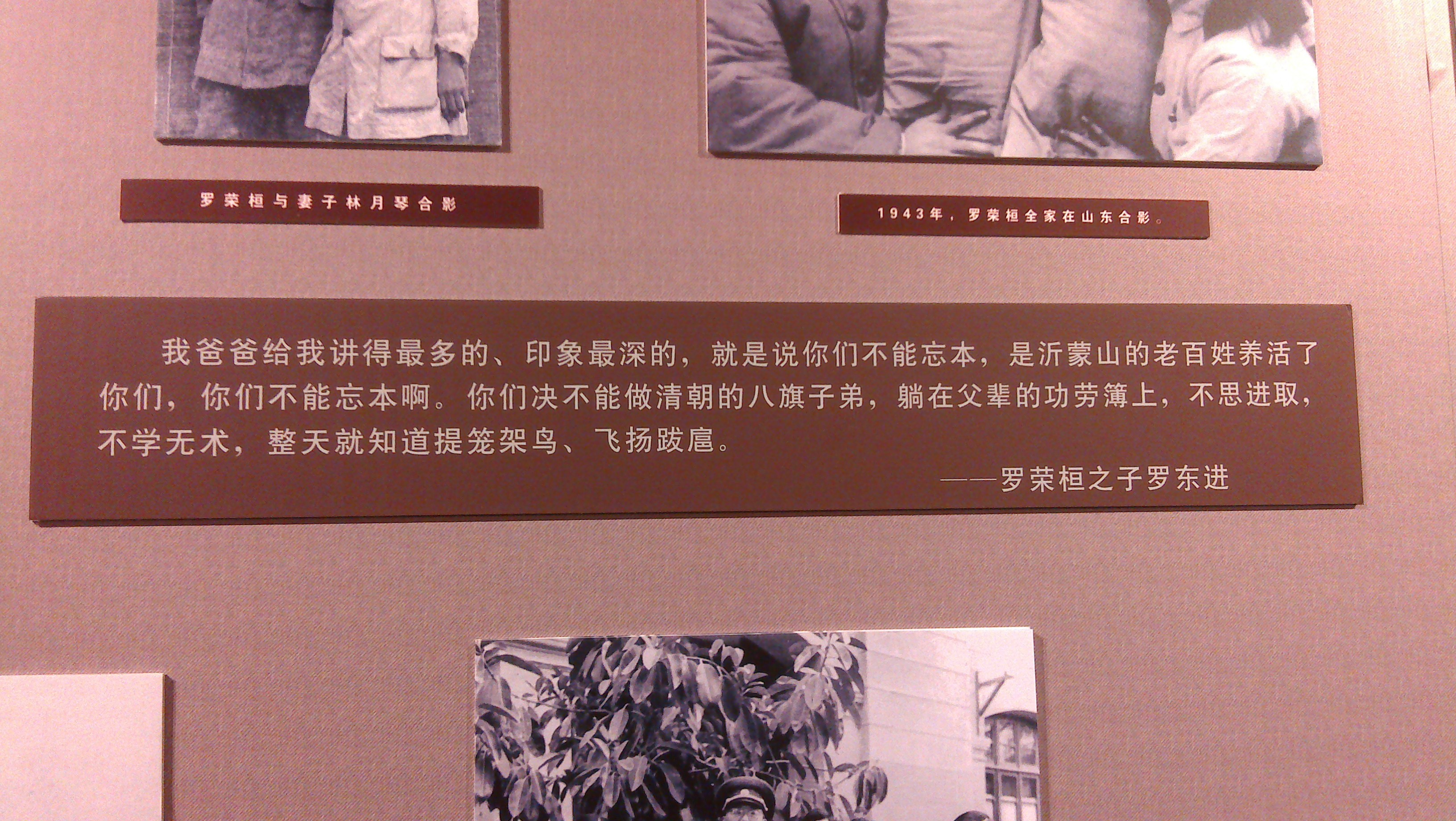
羅榮桓元帥教導子女語錄
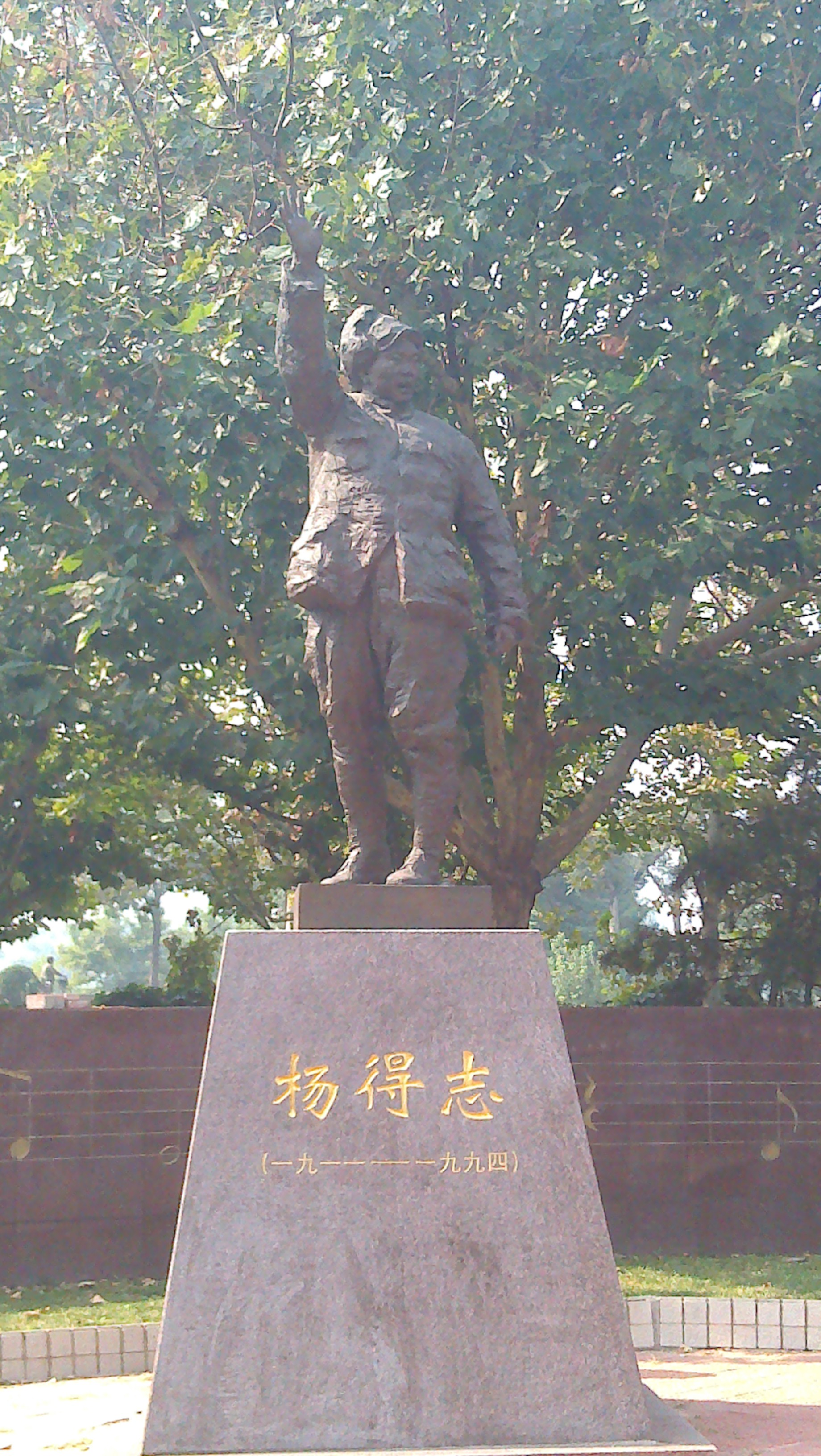
杨得志像
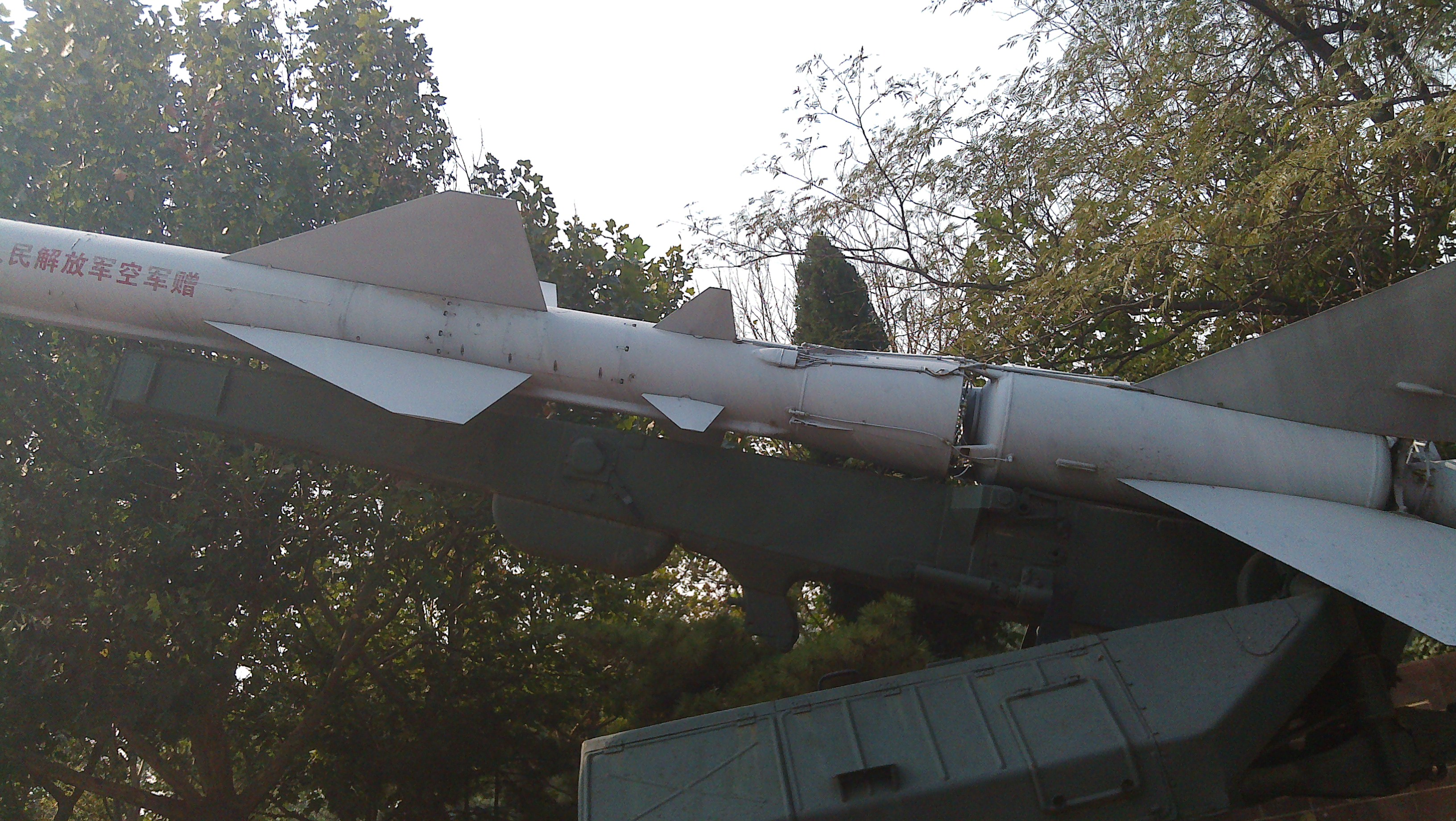
紀念館攝影